# ماركو زيفكوفيتش
ماركو زيفكوفيتش (بالسيريلية الصربية: Марко Живковић) (17 مايو 1994 في صربيا - ) هو لاعب كرة قدم صربي في مركز الدفاع. لعب مع نادي بارتيزان ونادي سودوفا ماريامبوله ونادي فويفودينا وFK Teleoptik ‏ ونادي داك 1904 دونيسكا ستريدا.

## وصلات خارجية
- ماركو زيفكوفيتش على موقع قاعدة بيانات كرة القدم.إي يو (الإنجليزية)
- ماركو زيفكوفيتش على موقع Soccerway.com (الإنجليزية)
- ماركو زيفكوفيتش على موقع عالم كرة القدم.نت (الإنجليزية)